# Jørgen Leth
Jørgen Leth (* 14. června 1937 Aarhus, Dánsko) je dánský filmový režisér a básník.
Nejprve se věnoval literatuře, kterou vystudoval. Svou první sbírku básní Gult lys vydal v roce 1962 a o rok později natočil svůj první film Stopforbud. V pozdějších letech se věnoval převážně dokumentárním filmům, v několika případech částečně hraným. Proslavil se filmem Det perfekte menneske (tj. Dokonalý člověk, 1967). V roce 1975 byl uveden snímek Det gode og det onde, do jisté míry navazující na Dokonalého člověka. V roce 2008 spolu s Larsem von Trierem režíroval film Pět překážek, ve kterém má za úkol natočit film Det perfekte menneske znovu pěti různými způsoby. Mezi další filmy patří 66 scener fra Amerika (1982), natočený v USA, ve kterém vystupuje mj. Andy Warhol. Po dvaceti letech na film navázal snímkem Nye scener fra Amerika, obsahujícím zčásti podobné záběry s o dvacet let staršími protagonisty, zčásti scény zcela nové.
Natočil několik dokumentů o sportu: o cyklistice (Stjernerne og vandbærerne, Den umulige time, En forårsdag i Helvede), stolním tenisu (Kinesisk bordtennis), fotbalu (Michael Laudrup - en fodboldspiller) a pelotě (Pelota, Pelota II). Několik filmů také věnoval hudbě (Stopforbud, Music for Black Pigeons). Ve svých filmech zachycuje postavy při běžných činnostech.
Dlouhodobě žil na Haiti, při zemětřesení v roce 2010 přišel o svůj dům a většinu majetku a vrátil se do Dánska. Později se na Haiti začal znovu vracet. Na Haiti natočil několik filmů, mj. hraný snímek Udenrigskorrespondenten (Haiti Express, 1983) a dokument Haiti. Uden titel (1996). Má čtyři děti: Asgera (režisér), Kristiana (hudebník), Thomase a Karoline.
V roce 2005 vyšla jeho autobiografie Det uperfekte menneske (tj. Nedokonalý člověk, odkaz na jeho nejslavnější film), ve které podrobně popisuje mj. vztahy s Haiťankami. Kniha vyvolala značné kontroverze a Leth byl sesazen z funkce dánského honorárního konzula na Haiti a musel přestat komentovat cyklistické závody Tour de France.

## Filmografie (výběr)
- Stopforbud (1963)
- Det perfekte menneske (1967)
- Motion Picture (1970)
- Livet i Danmark (1971)
- Kinesisk bordtennis (1972)
- Eddy Merckx i nærheden af en kop kaffe (1973)
- Stjernerne og vandbærerne (1974)
- Den umulige time (1974)
- Det gode og det onde (1975)
- En forårsdag i Helvede (1976)
- 66 scener fra Amerika (1982)
- Pelota (1983)
- Udenrigskorrespondenten (1983; hraný film)
- Det legende menneske (1986)
- Traberg (1992)
- Michael Laudrup - en fodboldspiller (1993)
- Haiti. Uden titel (1996)
- De fem benspænd (2003)
- Nye scener fra Amerika (2003)
- Erotic Man (2010)
- Pelota II (2016)
- Jeg går (2019)
- Music for Black Pigeons (2022)